# Molannodes alticola
Molannodes alticola är en nattsländeart som först beskrevs av Malicky och Chantaramongkol 1996.  Molannodes alticola ingår i släktet Molannodes och familjen skivrörsnattsländor. Inga underarter finns listade i Catalogue of Life.